# Frauke Dirickx
Frauke Dirickx (ur. 3 stycznia 1980 w Halle) – belgijska siatkarka występująca na pozycji rozgrywającej, reprezentantka kraju. Brązowa medalistka mistrzostw Europy 2013 rozgrywanych w Niemczech i Szwajcarii.

## Sukcesy klubowe
Liga belgijska:
- 1999

Puchar CEV:
- 2001

Superpuchar Włoch:
- 2001, 2014

Superpuchar Hiszpanii:
- 2006

Puchar Hiszpanii:
- 2006, 2007

Liga hiszpańska:
- 2007
- 2006

Puchar Top Teams:
- 2007

Puchar Rumunii:
- 2009

Liga rumuńska:
- 2009

Superpuchar Turcji:
- 2009

Puchar Turcji:
- 2010

Liga Mistrzyń:
- 2010

Liga turecka:
- 2010

Puchar Polski:
- 2012, 2013

Liga polska:
- 2013, 2014
- 2012

Superpuchar Polski:
- 2012

## Sukcesy reprezentacyjne
Liga Europejska:
- 2013

Mistrzostwa Europy:
- 2013

## Nagrody indywidualne
- 2012: Najlepsza rozgrywająca turnieju finałowego Pucharu Polski
- 2013: Najlepsza rozgrywająca turnieju finałowego Pucharu Polski
- 2013: Najlepsza rozgrywająca Ligi Europejskiej[5]